# Kháng chiến Pháp
Kháng chiến Pháp (tiếng Pháp: La Résistance) là tập hợp các phong trào Pháp chiến đấu chống lại sự chiếm đóng của Đức Quốc xã ở Pháp và cộng tác viên chế độ Vichy trong Thế chiến thứ hai. Các tế bào kháng chiến là những nhóm nhỏ gồm những người đàn ông và phụ nữ có vũ trang (được gọi là Ma-rốc ở nông thôn), ngoài các hoạt động chiến tranh du kích của họ, còn là nhà xuất bản của các tờ báo ngầm, nhà cung cấp thông tin tình báo đầu tay, và những người duy trì mạng lưới thoát hiểm đã giúp các binh sĩ và lính không quân của Đồng minh bị mắc kẹt sau hàng ngũ kẻ thù. Những người đàn ông và phụ nữ của Kháng chiến đến từ mọi cấp độ kinh tế và các thành phần chính trị của xã hội Pháp, bao gồm émigrés, học giả, sinh viên, quý tộc, Công giáo La Mã bảo thủ (bao gồm các linh mục), và cả công dân từ hàng ngũ những người tự do, vô chính phủ và cộng sản.
Kháng chiến Pháp đóng một vai trò quan trọng trong việc tạo điều kiện cho quân Đồng minh tiến quân nhanh chóng qua Pháp sau cuộc xâm lược Normandy vào ngày 6 tháng 6 năm 1944 và cuộc xâm lược ít được biết đến của Provence vào ngày 15 tháng 8, bằng cách cung cấp thông tin quân sự cho tuyến phòng thủ của Đức được gọi là Đại Tây Dương Wall và trên Wehrmacht triển khai và lệnh của trận chiến. Kháng chiến cũng lên kế hoạch, phối hợp và thực hiện các hành vi phá hoại trên lưới điện, cơ sở giao thông và mạng viễn thông.  Nó cũng quan trọng về mặt chính trị và đạo đức đối với Pháp, cả trong thời kỳ chiếm đóng của Đức và trong nhiều thập kỷ sau đó, bởi vì nó cung cấp cho đất nước một ví dụ đầy cảm hứng về sự hoàn thành yêu nước của một mệnh lệnh quốc gia, chống lại mối đe dọa hiện hữu đối với tự nhiên của Pháp. Các hành động của Kháng chiến trái ngược hoàn toàn với sự hợp tác của chế độ Pháp có trụ sở tại Vichy, người dân Pháp tham gia Milice française thân Đức và những người đàn ông Pháp tham gia Waffen SS.
Sau cuộc đổ bộ ở Normandy và Provence, các thành phần bán quân sự của Kháng chiến được tổ chức chính thức hơn, thành một hệ thống các đơn vị hoạt động được gọi chung là Lực lượng Nội vụ Pháp (FFI). Ước tính có sức mạnh 100.000 vào tháng 6 năm 1944, FFI tăng trưởng nhanh chóng và đạt xấp xỉ 400.000 vào tháng 10 năm đó.  Mặc dù sự hợp nhất của FFI, trong một số trường hợp, gặp nhiều khó khăn về chính trị, cuối cùng nó đã thành công và nó cho phép Pháp xây dựng lại quân đội lớn thứ tư trong Mặt trận châu Âu (1,2 triệu người) vào ngày VE tháng 5 năm 1945. 